# 週刊漫画TIMES
『週刊漫画TIMES』（しゅうかんまんがタイムス）は、芳文社が発行する漫画雑誌。

## 概要
日本初の週刊漫画雑誌として1956年11月創刊。毎週金曜日に発売。通称『週漫（しゅうまん）』。キャッチコピーは「一週間をユカイに生きる!」。
連載作品のうち、毎号掲載なのは四分の一程度で、その他は不定期連載となっており、雑誌の巻末には4号後までの掲載スケジュールが載せられている。2012年からは公式サイト上でも同様の内容を掲載している。
派生誌として『週漫スペシャル』や『別冊週漫スペシャル』などがあり、いずれもお色気路線に特化した漫画誌だったが、現在は休刊している。また、4コマ専門誌『まんがタイム』は本誌の増刊として刊行が開始された。
2018年12月7日に開設された芳文社のWeb漫画サイト『コミックトレイル』では、オリジナル作品のほか、本誌の連載作品も公開。2019年3月に本誌と『まんがタイムきらら』およびその姉妹誌（『MAX』・『キャラット』・『フォワード』）との合同コミックアプリ兼コミックサイトである『COMIC FUZ』を公開した。

### 表紙
表紙イラストはイラストレーターの塚本馨三が1970年から担当。1970年4月11日号から2008年7月18日号までの38年5ヶ月の期間を対象として「一雑誌のイラスト制作者として世界一長いキャリア」の名目でギネス・ワールド・レコーズに認定されている。
その後も休むことなく担当していたが、2010年ごろから掲載作品のカラーイラストを塚本のイラストに端に添える形となり、2010年10月29日号からは逆に掲載作品のカラーイラストがメインとなった。そして、2011年5月6日号をもって塚本は表紙担当を降板。連続掲載記録は41年で終了となり、表紙は掲載作品のカラーイラストのみとなった。
なお、塚本が表紙を手がける以前の大人漫画誌時代は、画家の宮永岳彦が表紙イラストを執筆していた。

### 単行本
単行本のレーベルは「芳文社コミックス」である。

## 現在連載中の作品
2025年7月18日時点の連載作品。
- エリーのちいさな災難（郷本）※→シリーズ連載[8]
- 解体屋ゲン（石井さだよし、原作：星野茂樹）
- 君を愛した誠実なクズ（沖田龍児）：2025年8月1日・8日合併号[8] -

### 不定期連載
- 赤紙がきた猫（矢野満月）：2024年2月16日号[9] -
- いちるののぞみ（ハルミチヒロ）：2025年4月18日号[10] - ※第3話から隔月連載[11]。
- 1:2交際はラブコメに入りますか？（桃井桃子）：2024年4月19日号[12] -
- 遺品かく語りき（蛸川蛸丸）：2024年11月29日号[13] -
- 瓜を破る（板倉梓）：2020年7月17日号[14] - ※読み切り→連載化[14]
- 雲上に歌いて、君を待つ。（村田椰融）：2024年7月26日・8月2日合併号[15] - ※2025年2月21日・28日合併号から不定期連載[16]
- 海賊×少女（梶川卓郎）：2025年6月20日号[17] -
- 帰る家がない犯罪者たち（高崎ひいろ）※「這い上がりたい君へ」から改題して連載化[18]
- 神様のバレー（西崎泰正、原作：渡辺ツルヤ）
- カラダ交換しませんか？（有村雨）
- ごほうびごはん（こもとも子）
- 飼育員お姉さんに恋したペンギン（上川きち）：2023年4月28日号[19] - ※ゲスト掲載→連載化[19]
- 正しいパパ活、知ってます？（usi）：2025年3月21日号[20] -
- 卵と鶏（辻やもり）
- 復讐装置いかがですか？（吉川鋭利）：2024年6月7日号[21] -
- ぼっちが集まってバイキング行ってみた（宮部サチ）：2025年3月14日号[22] -
- 坊っちゃん〜転生したら名作の中でしたシリーズ〜（篠原ウミハル、原案：夏目漱石）：2025年4月11日号[23] -
- まどろみバーメイド（早川パオ）
- まわるドーナツと金曜日（こやまけいこ）
- ユラギ♂ノ♀カラダ（奥森ボウイ[24]）
- ラブホテル恐猥談（好本拓朗）：2023年12月1日・8日合併号[25] -
- 歴史裁判〜その死罪、覆すなら賀倍まで〜（原作：花形怜、作画：有村雨）：2025年6月13日号[26] -
- 浪人生の彼女とスーパーで（ひろせみほ）：2023年9月22日号[27] -

## 過去に掲載されていた作品

### あ行
- 涙星（アース）（立原あゆみ）
- 愛さずにいられない（原作：ひじかた憂峰、作画：松久由宇）
- あかつきの教室（板倉梓）
- 赤ハナ刑事（原作：小川酔生、作画：松田一輝）
- アクトレスアクト（椋蔵）
- アニマルTouch（高柳衣良（旧名義：高柳めい）
- あのころ俺は女子校生（新井祥）
- アヒルのお風呂（ふうたまろ）
- アリスたちの標本（小松万記）：2018年11月2日号[28] -
- 一緒に暮らすための約束をいくつか（陸乃家鴨）
- インモラル 性犯罪捜査班（坂辺周一）
- ウイークエンド笑（針すなお）
- ウソツキ女と正直サイコ（沖田龍児）：2023年4月28日号[19] - 2025年3月21日号[29]
- うそびっち先輩（音井れこ丸）：2019年9月20日号[30] -
- 永遠のみずき（雅亜公）
- 縁切湯屋物語（いけだまや）
- ANGELの翼（千葉きよかず）
- 王子とこじき〜転生したら名作の主人公でした〜（風町ふく、原案：マーク・トウェイン）：2021年1月22日号[31] -
- オーダーメイド（髙橋一仁）
- おとこ喰い（原作：伊東恒久、作画：向後つぐお）
- 鬼踊れ!!（篠原ウミハル）： - 2018年12月7日号[32]
- おもいで橋 我楽多本舗（芳家圭三）
- 面影橋忘れ物堂（相澤亮）
- 折姫（芳家圭三）
- 女監察医（原作：八田朗、作画：井出智香恵）
- 女喰い（原作：広山義慶、作画：みね武）
- 女には3年に一度どうにかされたい日がある（村山渉）：2018年11月23日号[33] -

### か行
- ガズリング（才谷ウメタロウ）
- 彼女で満室（いっぱい）（真鍋譲治）
- 彼女の肌が忘れない（原作：村生ミオ、作画：後藤圭介）
- 珈琲どりーむ（原作：花形怜、作画：ひらまつおさむ）
- かま弁（原作：村田青、作画：田名俊信）
- かみさま日和（森尾正博）
- かよちゃんの駄菓子屋（東元）
- かわうその自転車屋さん（こやまけいこ）
- 北島さんの難儀な日常（板場広志）
- きみの家族（サメマチオ）
- 今日から派遣サイボーグ（小泉ヤスヒロ）：2021年4月16日号[34] -
- 巨匠（高橋一仁、原案協力：Gたかし）：2021年12月10日号[35] - 2023年9月22日号[27]
- きんぐさいず（原作：清水一行、作画：横山まさみち）
- くノ一異聞 天使は舞いおりた（池上遼一）
- 蔵の宿（原作：西ゆうじ、作画：田名俊信）
  - 蔵の宿 雪と花と（原作：西ゆうじ、作画：田名俊信、脚本：利根敦）
- 経理の夏谷さんはガマンできない（財政ろろ）：2019年11月8日号[36] - ※読み切り→連載化[36]
- 激ウマ! 釣り船御前丸（江口賢一）
- ゲタばきかあちゃん（コジロー）
- こいくちルームシェア（ハルミチヒロ）
- コインロッカー物語（原作：伊東恒久、作画：宮城シンジ）
- 声姫（武林武士）
- ゴキブリ刑事（新岡勲）
- ご主人様と呼ばないで（原作：盛口耀介、作画：倉上淳士）
- こづれ行楽!（轍平）
- こにくらじいさん（かまちよしろう）
- ごぶりんと一緒!!（井荻寿一）
- 小料理屋みな子（みやたけし、原案：南たかゆき）
- これからコンバット（森尾正博）
- 殺し屋JK、バイオレンスを我慢する。（吉川鋭利）：2023年2月17日号[37] -
- コロとちーちゃん（みなりふうりん）：2019年1月11日・18日合併号[38] - ※読み切りが連載化[38]
- 壊れた仏像直しマス。（芳家圭三）

### さ行
- サギ師一平（原作：西陽一、作画：宮田淳一）
- サキちゃんは今夜もぺこぺこ（みこくのほまれ、原案協力：studioHIP-CATs）
- 雑貨店とある（上村五十鈴）
- ザッソウ 元植物学者・園田チカの捜査（鈴木あつむ）
- サラリーマン金四郎（田中しょう）
- 第三内科外来の魔女（後藤圭介×宇治谷順）：2021年7月23日号[39] -
- サンタクロースの候補生（染谷みのる）
- 始祖鳥ちゃん（マツダユカ）
- ジャクダン 〜DV相談員 如月綾香〜（千葉きよかず）：2024年2月21日・28日号[40] - 2025年5月30日号[41] ※シリーズ連載[40]
- 社畜と少女のエトセトラ（板場広志）：2021年1月22日号[31] -
- 社畜と少女の1800日（板場広志）
- 重機甲乙女 豆だけど（真鍋譲治）
- 10歳からの家族計画（陸乃家鴨）
- 終末家族計画（ふうたまろ）：2018年9月7日号[42] -
- 靴理人（尾々根正、企画協力：大鳥居明楽）
- 小公女〜転生したら名作の中でしたシリーズ〜（風町ふく、原案：マーク・トウェイン）：2022年4月15日号[43] -
- 昭和情話（黒鉄ヒロシ）
- 女帝（原作：倉科遼、作画：和気一作）
- 新女喰い（原作：広山義慶、作画：みね武）
- 神客万来!（ねむようこ）：2019年11月8日号[44] -
- 新・濡れないイチゴ〜裏バイトの女〜（坂辺周一）
- 新漫画文学全集（東海林さだお）
- スロースターター（ハルミチヒロ）
- 戦国ケンタウロス（荒木俊明）
- 戦国サバイバル応仁の乱 いくさ餓鬼（脚本：沖吾郎、作画：石川フミヤス）
- 続 黒い太陽 女王蘭（原作：新堂冬樹、作画：笠原倫）
- それでも僕らはヤってない（村山渉）： - 2018年8月3日号[45]

### た行
- ダーウィンの方式（原作：いしぜきひでゆき、作画：増田剛）
- タオの城（板倉梓）
- 大学の親分（バロン吉元）
- 脱オタしてはみたものの（板場広志）
- ダブルマリッジ（二宮ひかる）
- ダボシャツの天（政岡としや）
- ダンナの童貞もらいます（神山とく）：2021年2月12日号[46] -
- チーズの時間（原作：花形怜、作画：山口よしのぶ）
- 茶柱倶楽部（青木幸子）
- 超訳・伊勢物語 月やあらぬ （原作：永久保貴一、作画：紅林直、取材協力：梓祐三）
- つぐなう肌（優斗、原作：村生ミオ）：2018年10月26日号[47] -
- つつみさんの罪なスイーツ（山本喜子）：2019年3月29日・4月5日合併号[48] - ※読み切りが連載化[48]
- ツバメとリンゴと匙一杯（仲吉のの・高瀬源吾）：2024年7月19日号[49] - 2024年8月16日号 ※短期集中連載[49]
- 妻、小学生になる。（村田椰融）：2018年8月10日号[50] - 2022年12月16日号[51] ※読み切りから連載化[50]
  - 妻、小学生になる。スピンオフ 初恋相手の君は誰？（村田椰融）：2024年3月22日号[52] - 2024年5月24日号[53]
- 鉄火の巻平（原作：大林悠一郎、作画：たがわ靖之）
- 寺おとこ（芳家圭三）
- デリバリー（usi）
- 天祥院さんのお茶の時間（ひろせみほ）※シリーズ連載
- 東京カウンセラー（原作：高津太郎、作画：田名俊信）
- 東京旅さんぽ（山口よしのぶ）
- 特捜刑事（原作：西塔紅一、作画：ももなり高）
- 独身アパートどくだみ荘（福谷たかし）
- どくれ者（原作：伊東恒久、作画：田上憲治）
- とことんトシコ（原としこ）
- 図書館の主（篠原ウミハル）
- 特攻の島（佐藤秀峰、監修：上原光晴）
- ドライブご飯（広末有行）
- どてらい男（原作：花登筺、作画：横山まさみち）

### な行
- ナイスミドル城島部長（みたにひつじ）- 「まんがタイム」「まんがタイムオリジナル」にも連載
- 流れ星の宿（原作：西ゆうじ、作画：田名俊信）
- 七日同棲（坂部周一）
- なみだ坂診療所（向後次雄、原作：宇治谷順）：2000年11月17日号[54] - 2021年4月9日号[54]
- 肉極道（森尾正博、原作：佐々木善章）
- 日曜日は、ネコごはん（山本喜子）
- ネオン蝶（原作：倉科遼、作画：東克美）
- ねこだまり（郷本）
- ねこまた。（琥狗ハヤテ）
- ねるじょし（酉川宇宙）
- のうぎょうカレッジ（風町ふく）： - 2020年3月6日号[55]
- ノーサイドクエスト（好本拓郎）：2020年1月10日・17日合併号[56] -
- 信長のシェフ（梶川卓郎、原作：西村ミツル[註 1]、料理協力：中沢雅子）：2011年3月18日号 - 2024年4月12日号[57]

### は行
- パーフェクト ヒューマン（高橋一仁）
- 俳句トゥ ザ フューチャー（吉沢緑時）
- はいさい新聞文化生活部（原作：高津太郎、作画：ひらまつおさむ）
- ハガワの異常な愛情（大羽隆廣）
- 走れ!バンクマン（高野洋）
- パスタでボ〜ノ（沖田龍児）
- パスタの流儀（才谷ウメタロウ、原作：花形怜）：2021年6月4日号[58] -
- はちまきおじさん（白木卓）
- 初恋ドラッグ（七瀬あゆむ）
- 花トレイル（ひらまつおさむ）
- バリスタ（むろなが供未、原案：花形怜）
- ハルカの陶（原作：ディスク・ふらい、作画：西崎泰正）
- ピアノのムシ（荒川三喜夫）
- 日暮不動産 空室あり（板場広志）
- 日々これ好日（真鍋譲治）
- ひまわりくん（こうます信行）
- ぴりふわつーん（青木幸子）
- ぴんくギャル（宍倉ユキオ）
- ファイヤー・ガール（才谷ウメタロウ）
- ふぁざ婚（片桐兼春）
- 風流つまみ道場（ラズウェル細木）
- 復讐の兇獣（原作：セルジオ関、作画：筒美廣平）
- 富士の麓のベルベル人〜モロッコから来た花ムコ〜（赤みつ）
- ぶらコン（ながしま超助）
- ブラック芸能事務所ですが何か?（usi）：2019年11月22日号[59] -
- ヘムロック〜濡れ場専門女優〜（後藤圭介）：2020年10月23日号[60] - ※集中掲載[60]
- ヘルズボート136（前田治郎）：2021年7月30日・8月6日合併号[61] -
- 弁護士TASUKE（原作：針村鳳堂、作画：はやせ淳）
- 法廷のファンタズマ（荒川三喜夫）：2021年1月8日・15日合併号[62] -
- 星の案内人（上村五十鈴）
- ぼくのプリンシパル（中村さぼてん）
- 僕のMINI（なかがわひろき）
- 星から来た男（松下井知夫）
- 星のダイアログ（牛子）：2019年3月29日・4月5日合併号[48] - ※読み切りが連載化[48]
- 炎のバーテンダー（原案：梶隆盛、作画：モリ淳史）
- 本日のバーガー（才谷ウメタロウ、原作：花形怜）： - 2021年2月5日号[63]

### ま行
- マエストロの暇つぶし（尾々根正）
- 真湖のワイン（佐藤智美）
- まさし君（植田まさし）
- 摩擦ルミネッセンス（二宮ひかる）
- マトリ（原作：細野誠治、作画：一の瀬正）
- マネーフットボール（能田達規）
- 真夜中の相棒（渋沢サツキ）
- マル暴株式会社
- 水の箱庭（安堂維子里）
- 宮本武蔵（バロン吉元）
- ムショ医〜女子刑務所のカルテ〜（佐藤智美）
- 義娘と焼肉（才谷ウメタロウ、原作：花形怜）：2023年5月12日・19日合併号[64] - 2024年8月23日・30日合併号[65]
- 村祀り（山口譲司、原案協力：木口銀）： - 2025年1月10日・17日合併号[66]
- メガネ画報（松本救助）
- めぐる未来（辻やもり）：2021年12月17日号[67] -
- もういちどスポットライト（沼ちよ子）：2018年8月17日号[68] - 2021年7月23日号[39]

### や行
- 疫病神（原作：黒川博行、作画：伊織鷹治）
- 野獣警察（原作：西塔紅一、作画：みね武）
- ヤスジの仁侠道（谷岡ヤスジ）
- ヤバい女に恋した僕の結末（沖田龍児）：2018年5月4日号[69] - 2023年2月3日号[69]
- ヤヌス 鬼の一族（琥狗ハヤテ）：2021年4月23日号[70] -
- 義司の週間絵日記（鈴木義司） - 作者死去に伴い終了
- 夜空のふたりキャンプごはん（春露彗）：2022年1月21日号[71] - ※短期連載扱い[71]→「コミックトレイル」へ移籍[72]
- 夜のおねえさんは食べることばかり考えている（FURICO、原作：藤川よつ葉）：2019年2月22日号[73] -

### ら行・わ行
- RACHIGAI 浮世転生〜花魁絵師〜（山口譲司、原案：大月ユウ）：2024年5月24日号[74] - 2024年6月14日号[75] ※短期集中掲載[76]
- ラブ30（雅亜公）
- ラブホなお仕事（ながしま超助）
- リーガルマインド（荒川三喜夫）：2019年9月20日号[30] -
- リーチとツモ〜貧乏漫画家のチワワ日記〜（葛西りいち）
- 流星タックル（好本拓朗）
  - 流星フルバック（好本拓朗）：2019年3月22日号[77] - ※短期集中連載[77]
- レイプ（坂辺周一）
- レンアイガク（竹下けんじろう、監修：森川友義）
- 若奥さま喜々一発（小本田絵舞）
- 別れの演出承ります（usi）：2022年4月8日号[78] - 2024年12月27日号[79]

## 映像化作品
- 蔵の宿
- 信長のシェフ
- まどろみバーメイド
- ごほうびごはん
- 妻、小学生になる。 ※唯一の実写化だけでなくアニメ化もされた作品
- めぐる未来
- 瓜を破る〜一線を越えた、その先には

## 漫画以外の連載企画・読み物

### 連載中の企画・読み物
- 温泉ホットざんまい （中尾隆之、イラスト:まのとのま）
- 今すぐ食べたい!缶詰レシピ 百缶繚乱
- 知って得する!大人のマナークイズ
- 激辛シネマ鑑定団+ （にしかわたく）

### 過去に連載された企画・読み物
- 百万人のお笑い大学

選者：はらたいら。1コマ漫画の空白の吹き出し部分に読者投稿によって台詞を付けるというもので、優秀な投稿者には賞金がもらえるという企画であった。なお、1コマ漫画の作者は毎回変わっていた。このような企画は、まんがタイムに掲載されていた「アドリブ大賞」（植田まさしの漫画の空白吹き出し部分に読者投稿による台詞を付けるもの）にも生かされた。
- 川上健一の人間レポート"こいつは本物!"
- デーブ大久保の直球一本勝負!
- ほろ酔いのススメ
- 孤剣（大藪春彦） - 大人漫画誌時代の1964年に連載されていた、作者唯一の時代小説。イラストレーションは長尾みのる。
- アンガーマネジメント講座（正木忠）
- 今週のストレッチ（伸び太）

## 発行部数
これらの部数は全国出版協会発行の「出版指標 年報」掲載の推定値であり、実数ではないので注意が必要である。
|                    | 部数   | 出典                                         |
| ------------------ | ------ | -------------------------------------------- |
| 1989年（平成元年） | 50万部 | 1990年版 出版指標年報                        |
| 1990年（平成2年）  | 51万部 | 1991年版 出版指標年報                        |
| 1991年（平成3年）  | 52万部 | 1992年版 出版指標年報                        |
| 1992年（平成4年）  | 54万部 | 1993年版 出版指標年報                        |
| 1993年（平成5年）  | 53万部 | 1994年版 出版指標年報                        |
| 1994年（平成6年）  | 48万部 | 1995年版 出版指標年報                        |
| 1995年（平成7年）  | 46万部 | 1996年版 出版指標年報                        |
| 1996年（平成8年）  | 44万部 | 1997年版 出版指標年報                        |
| 1997年（平成9年）  | 44万部 | 1998年版 出版指標年報                        |
| 1998年（平成10年） | 43万部 | 1999年版 出版指標年報                        |
| 1999年（平成11年） | 46万部 | 2000年版 出版指標年報                        |
| 2000年（平成12年） | 46万部 | 2001年版 出版指標年報                        |
| 2003年（平成15年） | 35万部 | 2004年版 出版指標年報 ISBN 4-9901618-1-5     |
| 2004年（平成16年） | 32万部 | 2005年版 出版指標年報 ISBN 4-9901618-2-3     |
| 2005年（平成17年） | 32万部 | 2006年版 出版指標年報 ISBN 4-9901618-3-1     |
| 2006年（平成18年） | 30万部 | 2007年版 出版指標年報 ISBN 978-4-9901618-4-2 |
| 2007年（平成19年） | 28万部 | 2008年版 出版指標年報 ISBN 978-4-9901618-5-9 |
| 2008年（平成20年） | 24万部 | 2009年版 出版指標年報 ISBN 978-4-9901618-6-6 |
| 2009年（平成21年） | 22万部 | 2010年版 出版指標年報 ISBN 978-4-9901618-7-3 |
| 2010年（平成22年） | 21万部 | 2011年版 出版指標年報 ISBN 978-4-9901618-8-0 |
| 2011年（平成23年） | 20万部 | 2012年版 出版指標年報 ISBN 978-4-9901618-9-7 |
| 2012年（平成24年） | 19万部 | 2013年版 出版指標年報 ISBN 978-4-915084-00-3 |
| 2013年（平成25年） | 18万部 | 2014年版 出版指標年報 ISBN 978-4-915084-01-0 |
| 2014年（平成26年） | 17万部 | 2015年版 出版指標年報 ISBN 978-4-915084-02-7 |
| 2015年（平成27年） | 14万部 | 2016年版 出版指標年報 ISBN 978-4-915084-03-4 |